# Kirchliches Notrecht von Dahlem

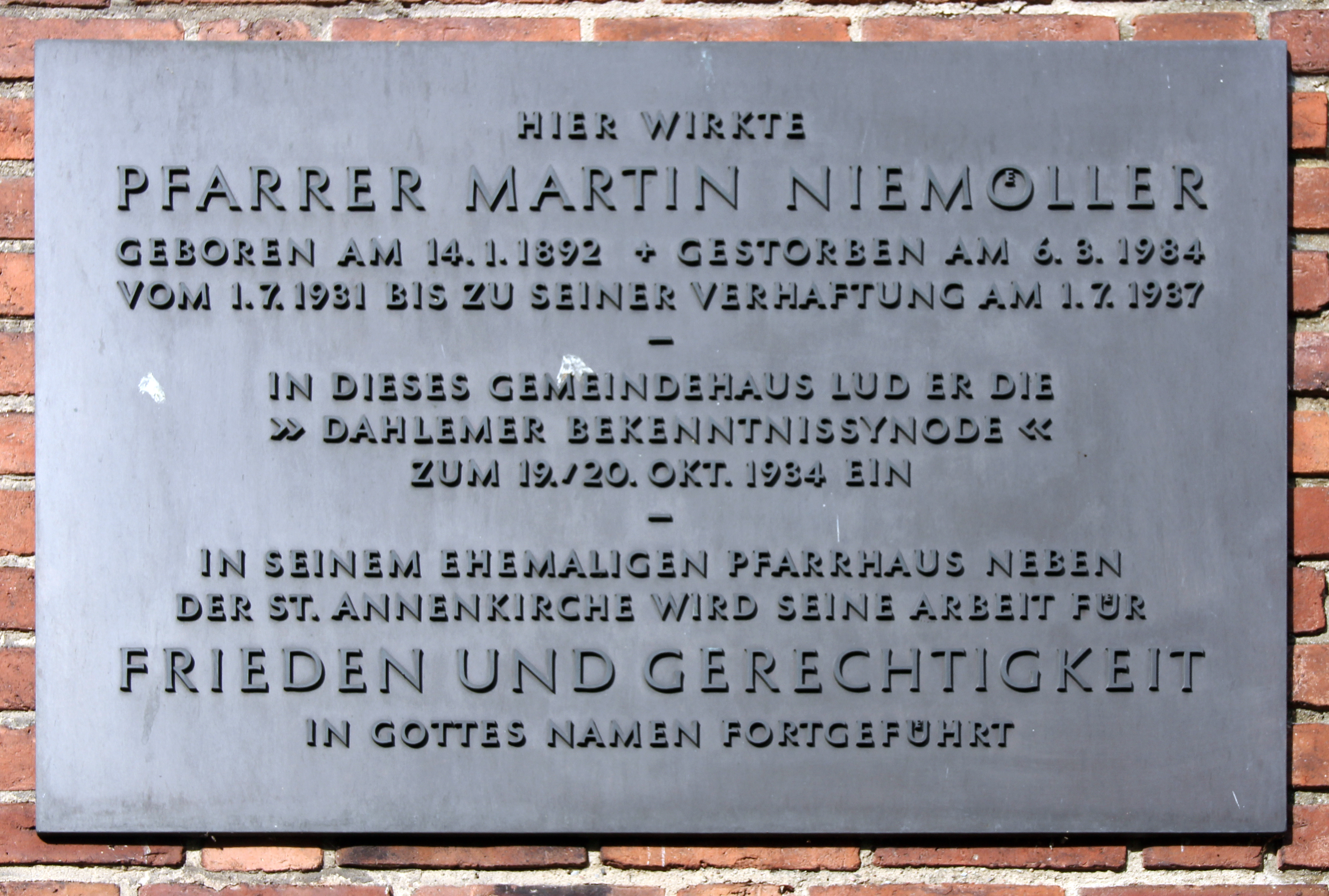
Gedenktafel am Dahlemer Gemeindehaus

Als Dahlemer Notrecht ist die Erklärung der Dahlemer Bekenntnissynode (19.–20. Oktober 1934) bekannt, die die Feststellung traf, die Verfassung der Deutschen Evangelischen Kirche sei „zerschlagen“. Da die nationalsozialistisch beeinflussten Deutschen Christen, die etwa in der Person Ludwig Müllers an der Spitze der nationalen Kirche sowie der verschiedenen Landeskirchen standen, den Boden des kirchlichen Bekenntnisses verlassen hätten, sei ihre Herrschaft unrechtmäßig. Jede Annahme von Weisungen von ihrer Seite und jede Zusammenarbeit sei abzulehnen. Die neue Leitung der evangelischen Kirche in Deutschland liege nunmehr bei dem von der Synode gewählten Reichsbruderrat. Von staatlicher Seite wurde die Beanspruchung kirchenrechtlicher Kompetenz durch die Notorgane zunächst ignoriert und faktisch geduldet, bis der neue Reichskirchenminister Hanns Kerrl 1936 jede Ausübung kirchenregimentlicher Befugnisse durch die Bekennende Kirche verbot.
Die Ausrufung des Notrechts war innerhalb der Bekennenden Kirche von Anfang an umstritten gewesen. Besonders die Vertreter der sogenannten intakten Kirchen hofften auf einen Rücktritt des Reichsbischofs Müller und eine staatliche Anerkennung ihrer Position. So wurden die Dahlemer Beschlüsse nur unvollkommen umgesetzt. Dem Reichsbruderrat wurde am 22. November 1934 eine „Vorläufige Kirchenleitung“ (VKL) der Deutschen Evangelischen Kirche an die Seite gestellt, in der der hannoversche Bischof August Friedrich Karl Marahrens den Vorsitz erhielt. Bis 1936 blieben die verschiedenen Flügel der Bekennenden Kirche beisammen, obwohl den radikalen Verfechtern des Notrechts (als „Dahlemiten“ bezeichnet) wie Dietrich Bonhoeffer, Martin Niemöller und Karl Barth der Kurs der VKL zunehmend beschwerlich fiel. Anders als die BK auf Reichsebene auf der vierten Bekenntnissynode der DEK in Bad Oeynhausen vom 17. bis 22. Februar 1936 kam es zur Spaltung, als die VKL zurücktrat und eine nur noch aus Dahlemiten gebildete 2. VKL gebildet wurde.
Nach der Gründung der Evangelischen Kirche in Deutschland in Eisenach im Juli 1948 wurde diese als die rechtmäßige Kirchenleitung vom Bruderrat der EKD anerkannt, und der Bruderrat trat seinen Leitungsanspruch an den Rat der EKD ab und beendete somit das Kirchliche Notrecht.